# Samenwerkende Maatschappij Het Volksbelang
De Samenwerkende Maatschappij Het Volksbelang was een Belgische coöperatie.

## Geschiedenis
De Samenwerkende Maatschappij (S.M.) had haar oorsprong in 1887 in de Waaistraat 3 te Gent met de oprichting van een coöperatieve bakkerij vanuit liberale-klerikale hoek die als doel had de socialistische coöperatieve bakkerij Vooruit te beconcurreren. Initiatiefnemers waren Maurice de Smet de Naeyer, Gustaaf Eylenbosch en Arthur Verhaegen. De algemene leiding werd toevertrouwd aan voormalig journalist Jan Speltinckx. Het kapitaal van de coöperatieve werd grotendeels (97% van het startkapitaal van 1 miljoen bfr.) door katoenindustrieel Maurice de Smet de Naeyer geïnjecteerd. 
Onder impuls van Gustaaf Eylenbosch, Arthur Verhaeghen en Eugène De Guchtenaere (en geruggensteund door de Anti-Socialistische Werkliedenbond) scheurde de klerikale vleugel zich in 1986 af en richtten ze een eigen bakkerij op. Deze zou later uitgroeien tot Samenwerkende Maatschappij Het Volk.
Het Volksbelang kende - mede door kapitaalsinjecties van investeerders uit de Gentse burgerij - een snelle groei. Zo beschikte de bakkerij reeds vijf jaar na haar oprichting over een arsenaal aan hoogkwalitatieve heteluchtovens en geautomatiseerde kneedmachines van het merk Werner & Pfleiderer. Omstreeks de eeuwwisseling had de S.M. 43 bakkers in dienst en in 1905 bedroeg de bakkerijmachinerie een waarde van meer dan 300.000 bfr. Ook werden de activiteiten van Het Volksbelang uitgebreid naar levensmiddelen-, medicijnen-, en kolenverkoop.

## Bekende (ex-)medewerkers
- Maurice de Smet de Naeyer
- Gustaaf Eylenbosch
- Jan Speltinckx
- Arthur Verhaegen